# Chang Hye-jin
Chang Hye-jin, född 13 maj 1987, är en sydkoreansk bågskytt som vann guld individuellt och i lagtävlingen vid olympiska sommarspelen 2016.